# Xifangcheng (köpinghuvudort i Kina, Shanxi Sheng, lat 39,61, long 113,48)
Xifangcheng är en köpinghuvudort i Kina. Den ligger i provinsen Shanxi, i den norra delen av landet, omkring 210 kilometer norr om provinshuvudstaden Taiyuan. Antalet invånare är 13 897. Befolkningen består av 6 838 kvinnor och 7 059 män. Barn under 15 år utgör 19,0 %, vuxna 15-64 år 71 %, och äldre över 65 år 9,0 %.
Runt Xifangcheng är det ganska tätbefolkat, med 172 invånare per kvadratkilometer. Närmaste större samhälle är Dalinhe, 12,1 km sydväst om Xifangcheng. Trakten runt Xifangcheng består i huvudsak av gräsmarker.
Genomsnittlig årsnederbörd är 679 millimeter. Den regnigaste månaden är juli, med i genomsnitt 165 mm nederbörd, och den torraste är januari, med 4 mm nederbörd.